# Adolf Doliński
Adolf Doliński ps. A. Dol (ur. 10 grudnia 1891  – zm. po 1959) –  aktor, reżyser i dyrektor teatru, pisarz, polski żołnierz, kapitan Korpusu Ochrony Pogranicza, uczestnik I wojny światowej, żołnierz Legionów Polskich Józefa Piłsudskiego.

## Życiorys
Syn maszynisty teatralnego.  Uczęszczał do szkoły dramatycznej Marii Hryniewieckiej. Pracę aktora rozpoczął 1909 w prowincjonalnej trupie Józefa Puchniewskiego. W latach 1911–12 zatrudniony w Teatrze Popularnym w Warszawie, następnie występował w teatrach w Kielcach, Płocku, Toruniu i Grudziądzu. Następnie pracował w Teatrze Miejskim w Grodnie oraz jako reżyser w tamtejszym Teatrze Garnizonowym, w którym reżyserował kilkusetosobowy spektakl Bitwa pod Grunwaldem według Krzyżaków Henryka Sienkiewicza. Od 3 czerwca 1916 walczył w szeregach 6 Pułku Piechoty Legionów Polskich. 27 sierpnia 1917 w Lublinie został uznany za inwalidę zdolnego do służby w pospolitym ruszeniu bez broni.
W 1945 organizował zespół teatralny OM TUR w Kutnie, następnie organizował teatr wojskowy w Nowej Soli oraz został kierownikiem artystycznym Domu Żołnierza we Wrocławiu. Po jego likwidacji przeniósł się do Bielawy, gdzie organizował teatr robotniczy, z której to z kolei przeprowadził się do Legnicy, gdzie zarządzał amatorskim teatrem dziewiarzy, a potem lokalnej komendy milicji obywatelskiej (1951-1952). W 1959 kierował teatrem ludowym w Kunicach. 
W latach 1938-39 napisał pięć opowiadań kryminalnych pod pseudonimem A. Dol., poza tym autor wodewilu żołnierskiego. Opowiadania kryminalne zostały wznowione dopiero w 2015 r. w serii „Kryminały przedwojennej Warszawy”.

## Ordery i odznaczenia
- Medal Niepodległości – 19 grudnia 1933 „za pracę w dziele odzyskania niepodległości”[3]
- Srebrny Krzyż Zasługi

## Publikacje
- Na manewrach: wodewil żołnierski w dwóch aktach / w przeróbce i inscenizacji A. Dolińskiego (1935)
- Blondynka czy brunetka, 1938, wznowione 2015
- Inscenizacje i obrazki sceniczne, 1939
- Zaklinacz wężów, 1939, wznowione 2015
- O 5-ej w hotelu, 1939, wznowione 2015
- Morfina i miłość, 1939, wznowione 2015
- Amerykański spadek, 1939, wznowione 2015